# مانیکا، موزامبیک
مانیکا (به لاتین: Manica) یک منطقهٔ مسکونی در موزامبیک است که در Manica District واقع شده‌است.